# Sunshine Superman
Sunshine Superman es el tercer álbum de estudio del cantautor escocés Donovan, donde abandona el sonido folk de sus dos primeros trabajos. Supuso una de las primeras grabaciones de música psicodélica, una innovadora mezcla de rock, pop, jazz, con el sonido añadido de instrumentos como el clavicordio, el sitar, el oboe o las congas. El sencillo de la canción Sunshine Superman obtuvo un gran éxito, alcanzando el # 1 en Estados Unidos y el # 2 en el Reino Unido.
Para el álbum, Donovan contó con excelentes músicos como Tony Carr (que sería su batería durante los siguientes años) o los futuros miembros de Led Zeppelin John Paul Jones y Jimmy Page. En cierto modo, gracias a Donovan pudo ser fundado Led Zeppelin ya que fue él quien reunió por primera vez a Page y a Paul Jones.
Sin embargo, el resto de canciones del álbum poco tienen que ver con el sonido de la canción homónima, Sunshine Superman. En el disco predominan las canciones lentas, todas ellas excelentes muestras del talento compositivo y narrativo de Donovan. Legend Of A Girl Child Linda está grabada con la voz y la guitarra en primer plano, acompañado por una pequeña orquesta, y constituye durante sus siete minutos de duración una épica y preciosa balada equiparable al Sad Eyed-Lady Of The Lowlands de Dylan. Otros destellos del álbum son The Trip (cara B de Sunshine Superman) una rápida canción con un marcado ritmo de contrabajo, la preciosa balada Guinevere o Season Of the Witch, probablemente la canción más célebre de Donovan, de la cual existen multitud de versiones; la más destacable, la que grabaron Al Kooper, Mike Bloomfield y Stephen Stills, de 11 minutos de duración, en el legendario álbum Super Session de 1968.

## Lista de canciones

### Cara A
1. Sunshine Superman (versión sencillo) - 3:23
2. Legend of a Girl Child Linda - 7:00
3. Three King Fishers - 3:24
4. Ferris Wheel - 4:20
5. Bert's Blues - 3.57

### Cara B
1. Season of the Witch - 5:00
2. The Trip - 4:42
3. Guinevere - 3:50
4. The Fat Angel - 4:20
5. Celeste - 4:10

En la reedición en CD de 2006 se añadieron los bonus:
1. Breezes of Patchulie
2. Museum (Primera versión)
3. Superlungs (Primera versión)
4. The Land of Doesn't Have to Be
5. Sunshine Superman (Versión completa en estéreo)
6. Good Trip (Demo)
7. House of Jansch (Demo)

- Datos: Q1041103